# Pavel Suchan
Pavel Suchan (* 19. května 1956 Praha) je český astronom a popularizátor astronomie, tiskový mluvčí Astronomického ústavu Akademie věd ČR v Ondřejově. Zvláště se zaměřuje na problematiku světelného znečištění.

## Odborná kariéra
Pavel Suchan působil dlouhodobě na petřínské hvězdárně v Praze jako demonstrátor a popularizátor astronomie, později i jako její řádný zaměstnanec. Spoluorganizoval meteorické expedice na Hvězdárně v Úpici.
Od roku 2004 pracuje v Astronomickém ústavu AV ČR, kde je vedoucím referátu vnějších vztahů a tiskovým tajemníkem.
Z velkých mezinárodních akcí se Pavel Suchan podílel na organizaci Mezinárodního roku astronomie 2009. Byl také členem redakční rady novin Dissertatio cum Nuncio Sidereo III, které vycházely během kongresu Mezinárodní astronomické unie v Praze (2006).
Je významnou osobností České astronomické společnosti - je jejím místopředsedou, tiskovým tajemníkem a předsedou Odborné skupiny pro tmavou oblohu. Zasedá také v porotě České astrofotografie měsíce.

### Světelné znečištění
Pavel Suchan se dlouhodobě angažuje v problematice světelného znečištění. Pořádá popularizační přednášky na toto téma, připravuje propagační i odborné materiály a spolupodílel se také na založení všech čtyř oblastí tmavé oblohy v Česku.

## Ocenění

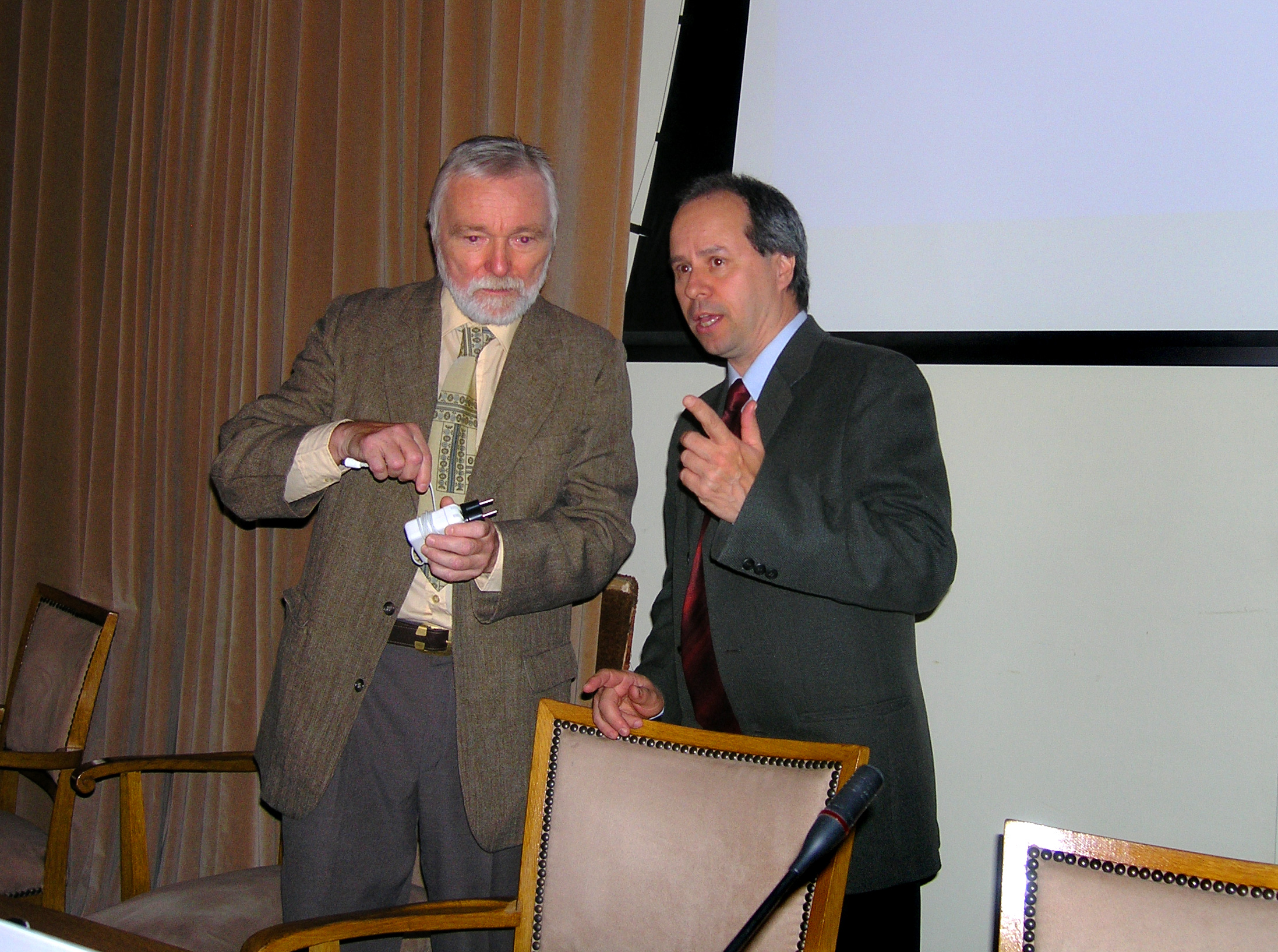
Pavel Suchan (vpravo) při předávání Nušlovy ceny Ivanu Hubenému (rok 2008)

Pavel Suchan je nositelem následujících ocenění:
- V roce 2012 obdržel od Akademie věd České republiky Čestnou medaili Vojtěcha Náprstka za popularizaci vědy.[5]

- V roce 2018 obdržel cenu Zdeňka Kvíze za mimořádný přínos v oblasti popularizace astronomie.[3]

- Or roku 2013 je čestným členem České astronomické společnosti.[6]

- V roce 2024 byl zvolen čestným členem Mezinárodní astronomické unie.[7]

- Byla po něm pojmenována planetka (37788) Suchan objevená 25. září 1997 v Ondřejově.